# Richie Wayne
Richie Wayne is een voormalig Australisch waterskiër.

## Levensloop
Wayne werd in 1979 de eerste wereldkampioen in het waterski racing.

## Palmares
- Wereldkampioenschap: 1979